# Nightmare Ned
Nightmare Ned ou Les cauchemars de Ned est une série télévisée d'animation américaine en 12 épisodes de 11 minutes, diffusée entre le 19 avril et le 9 août 1997 sur ABC.
Cette série a été diffusée en France sur Disney Channel en 1998. Elle est inédite dans les autres pays francophones.

## Fiche technique
Sauf indication contraire, les informations mentionnées dans cette section peuvent être confirmées par la base de données cinématographiques IMDb,  présente dans la section « Liens externes ».
- Titre original : Nightmare Ned
- Réalisation : Donovan Cook
- Scénario : Mike Bell, Mitch Watson et Ralph Soll
- Direction artistique : Don Shank et Todd Frederiksen
- Montage : Elen Orson
- Animation : Edgar Larrazabal
- Musique : Steve Bartek
- Casting : Donna Grillo
- Production : Donovan Cook, David W. King, David Molina, Sue Shakespeare et Terry Shakespeare
- Sociétés de production : Walt Disney Television Animation et Creative Capers Entertainment
- Société de distribution : Buena Vista Television
- Chaîne d'origine : American Broadcasting Company
- Pays d'origine :  États-Unis
- Langue originale : anglais
- Genre : Horreur et humour noir
- Durée : 11 minutes

## Distribution
- Harry Anderson (en) : l'ombre du cimetière et Ted Needlemeyer
- Jeff Cesario : l'ombre de l'école et Billy Blatfield
- Steve Coon
- Jill Fischer : l'ombre du grenier et Sally
- David Holmes
- Michael O'Malley
- Edie McClurg : le dragon narrateur
- Courtland Mead : Ned Needlemeyer
- Lani Minella : Mme Needlemeyer
- Kathy Najimy
- Kath Soucie : Amy
- Jeff Bennett : Conrad
- Dan Castellaneta : numéro 1
- Brad Garrett : Ed
- Victoria Jackson : Maman
- Tress MacNeille : Mlle Bundt
- Rob Paulsen : Vernon
- Kevin West : numéro 2
- Alexandra Wentworth : l'ombre du médecin et Dr Klutzchnik
- Aria Noelle Curzon : Tiffany
- Kyle Kozloff : voix additionnelles

## Épisodes
1. Ned's Life as a Dog / A Doll's House
2. Robot Ned / Dapper Ned
3. Monster Ned / The Ants
4. Magic Bus / Until Undeath Do Us Part
5. Headless Lester / My, How You've Grown, Part 1 / My, How You've Grown, Part 2
6. Tooth of Consequences / Show Me the Infidel
7. Willie Trout / House of Games
8. Girl Trouble / Canadian Bacon
9. Abduction / Bad Report Card
10. Testing… Testing… / The Accordion Lesson
11. Along for the Ride / Steamed Vegetables
12. Lucky Abe (One Cent Ned) / The Dentist / The Ballad of Vernon & Conrad